# Domenico da Pesaro

Virginal von da Pesaro aus dem Jahr 1562 im Museum für Kunst und Gewerbe Hamburg

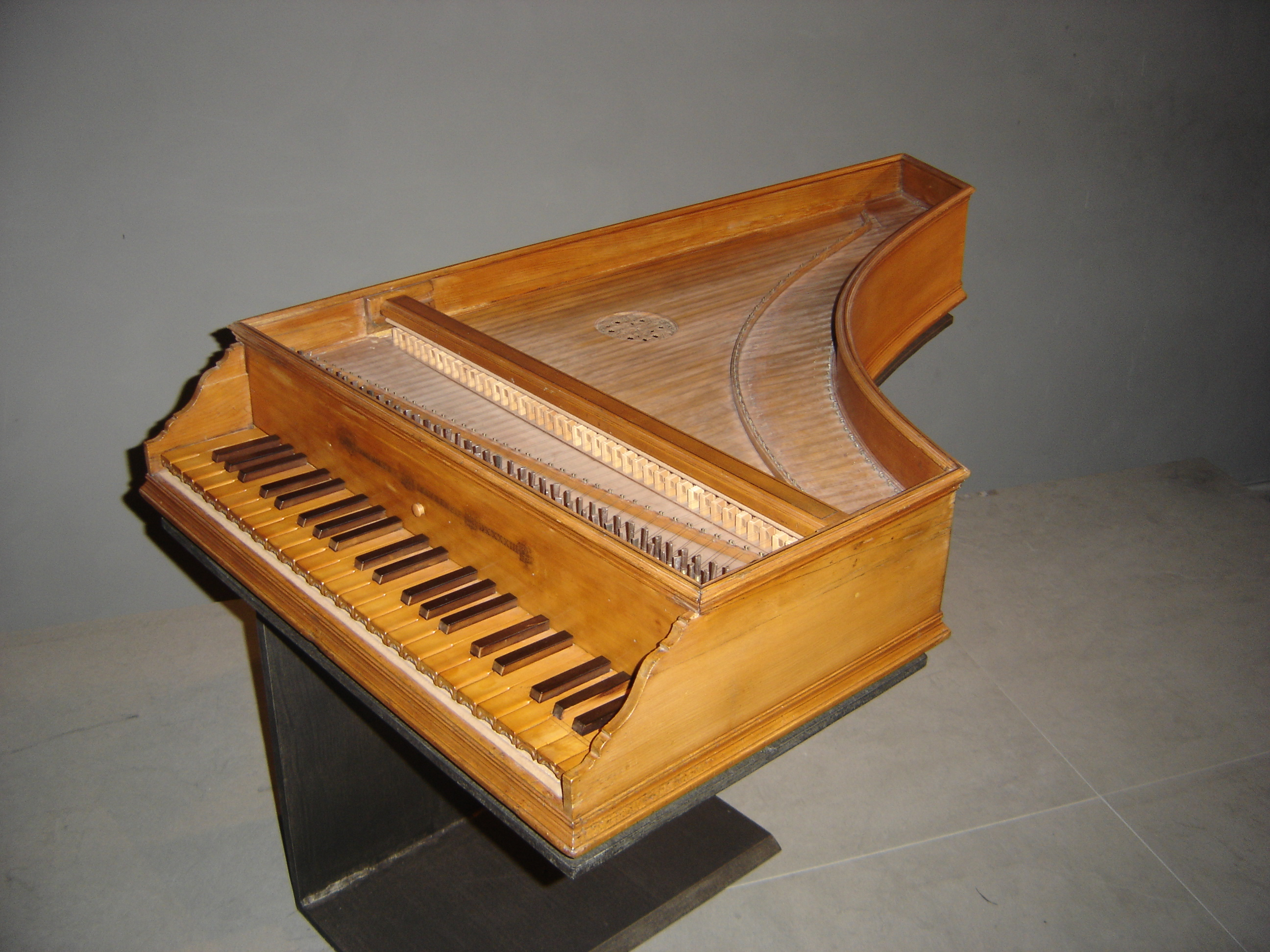
Cembalo von da Pesaro aus dem Jahr 1543 im Musée de la Musique, Paris

Domenico da Pesaro, auch Dominicus Pisaurensis und Dominicus Venetus (* 1533; † 1575), war ein italienischer Tasteninstrumentebauer, der in Venedig arbeitete.
Von seinen Instrumenten haben sich mehr erhalten als von jedem anderen Instrumentenbauer des 16. Jahrhunderts. Dazu gehören sieben Cembali, sieben polygonale Virginale und ein Clavichord. Das auf das Jahr 1543 datierte Clavichord, welches sich im Musikinstrumentenmuseum der Universität Leipzig befindet, ist das älteste erhaltene Instrument seiner Art. Jedoch könnten zwei undatierte Instrumente in derselben Sammlung etwas älter sein. Von seinen Instrumenten finden sich zwei Oktav-Cembali in der Sammlung des Musée de la Musique in Paris (1543) und der Sammlung der Gesellschaft der Musikfreunde in Wien (1546). In der Pariser Sammlung befindet sich auch ein Cembalo von 1554.